# Південний Аламушук
40°45′14″ пн. ш. 72°36′40″ сх. д. / 40.753888888889° пн. ш. 72.611111111111° сх. д.
Південний Аламушу́к (Південний Аламишик; узб. Жанубий Оламушук, Janubiy Olamushuk) — міське селище в Узбекистані, в Джалалкудуцькому районі Андижанської області.
Населення становить 6,8 тис. осіб (2004), 6184 особи (перепис 1989).
Розташоване на каналі Катартал, за 8 км від залізничної станції Грунч-Мазар на лінії Андижан — Джалал-Абад. Видобуток нафти і природного газу, швейно-галантерейна фабрика.
Статус міського селища з 1947 року.